# История почты и почтовых марок Чехии
История почты и почтовых марок Чехии включает периоды развития почты в составе более ранних государственных образований (Австрийская империя, Австро-Венгрия, Чехословакия, Протекторат Богемии и Моравии) и современный период (с 1993), который соответствует организации самостоятельной почтовой службы этого государства, для нужд которой издаются собственные почтовые марки. Чешская Республика является членом Всемирного почтового союза (с 1993).

## Развитие почты

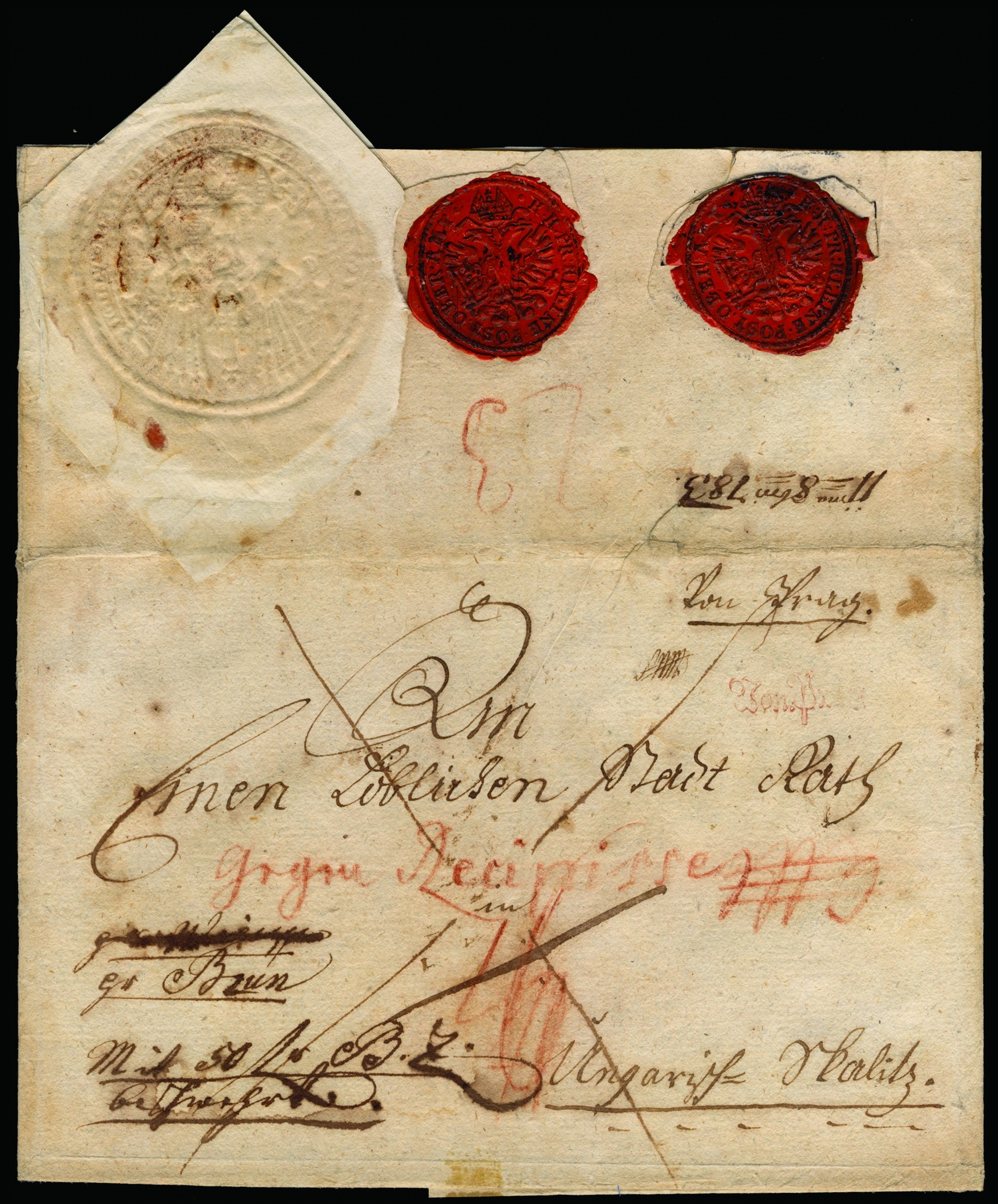
Отправление Малой почты Праги («Трещоточной почты») в виде почтового листа (1783)

История почты современной Чехии ведёт свой отсчёт с 1 января 1993 года, когда в результате Бархатного развода образовалась независимая Чешская Республика. В том же месяце было организовано предприятие Česká pošta — самостоятельное чешское почтовое ведомство. 18 марта того же года оно было принято во Всемирный почтовый союз.
Исторически чешская почтовая система была частью австрийской и чехословацкой почт, а во время Второй мировой войны — оккупированного Протектората Богемии и Моравии. Так, например, в домарочный период, в конце XVIII — начале XIX века, в Праге и Брно действовала так называемая трещоточная почта, первоначально возникшая в Вене. В Праге подобная служба именовалась чеш. Malá pošta («Малая почта»), или Klapačková pošta («Трещоточная почта»), и просуществовала с 27 июля 1782 года до начала 1821 года. Известны ручные штемпели трещоточной почты, которые хранятся в Почтовом музее в Праге. В экспозиции этого музея можно увидеть и трещотки, с которыми по городским улицам ходили почтальоны того времени.
До введения собственных марок в Чехии имели хождение чехословацкие знаки почтовой оплаты. Их продолжали использовать в почтовом обращении вплоть до 30 сентября 1993 года.

Марка Чехии из совместного выпуска «Европа», автор эскиза И. Андерле, 1995

Марка Чехии с изображением художника А. Махека (1995)

## Выпуски почтовых марок

### Первые марки
Свою первую почтовую марку Чехия выпустила 20 января 1993 года. На миниатюре был изображён малый герб Чехии. Автором эскиза и гравёром первой чешской марки был Йозеф Герчик (Josef Herčík). Это была первая и единственная миниатюра Чехии с номиналом в чехословацких кронах.

### Последующие эмиссии
Первые стандартные марки с портретом президента Вацлава Гавела вышли в марте 1993 года. Первая коммеморативная марка была эмитирована также в марте к 600-летию со дня смерти чешского священника-мученика Яна Непомуцкого.
Первый почтовый блок Чешской Республики с изображением большого государственного герба вышел в июне 1993 года.
На всех чешских марках имеется надпись: «Česká Republika» («Чешская Республика»). Нередко почтовые миниатюры издаются в виде малых листов.

Пример малого листа Чешской Республики: выпуск в честь Йоахима Барранда, исследователя чешских трилобитов (1999)

С 1997 года в Чехии выпускают марочные буклеты. По состоянию на 2010 год их было издано свыше 100 штук.

### Марки печатающих автоматов
В марте 2000 года появились первые автоматные марки Чехии.

## Другие почтовые знаки
В качестве знаков почтовой оплаты чешской почтой также использовались или используются франкотипы, напечатанные наклейки с указанием почтового сбора и др.

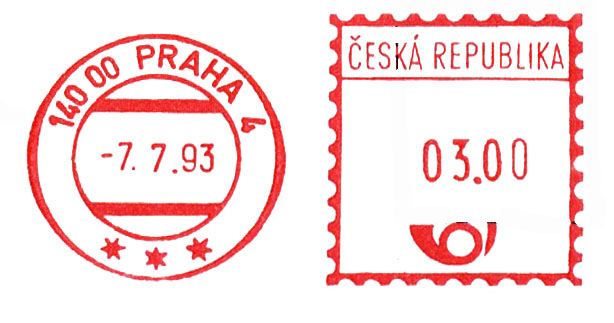
Франкотип (стоимостью 3 кроны) и календарный штемпель Чешской Республики (Прага, 1993)
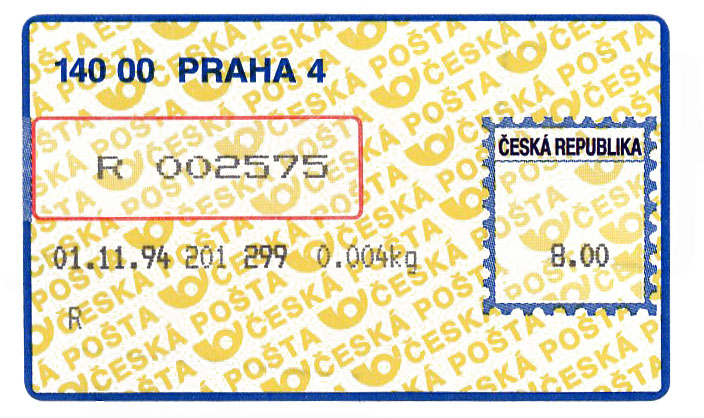
Знак почтовой оплаты (стоимостью 8 крон) в виде напечатанной наклейки, применяемый в работе чешской почты (Прага, 1994)

Выпускаются также маркированные почтовые карточки с напечатанным на лицевой стороне знаком почтовой оплаты (почтовой маркой).

Пример маркированной почтовой карточки с напечатанным на лицевой стороне знаком почтовой оплаты (почтовой маркой) Чешской Республики: выпуск в честь Йоахима Барранда (1999)

## Эмитенты

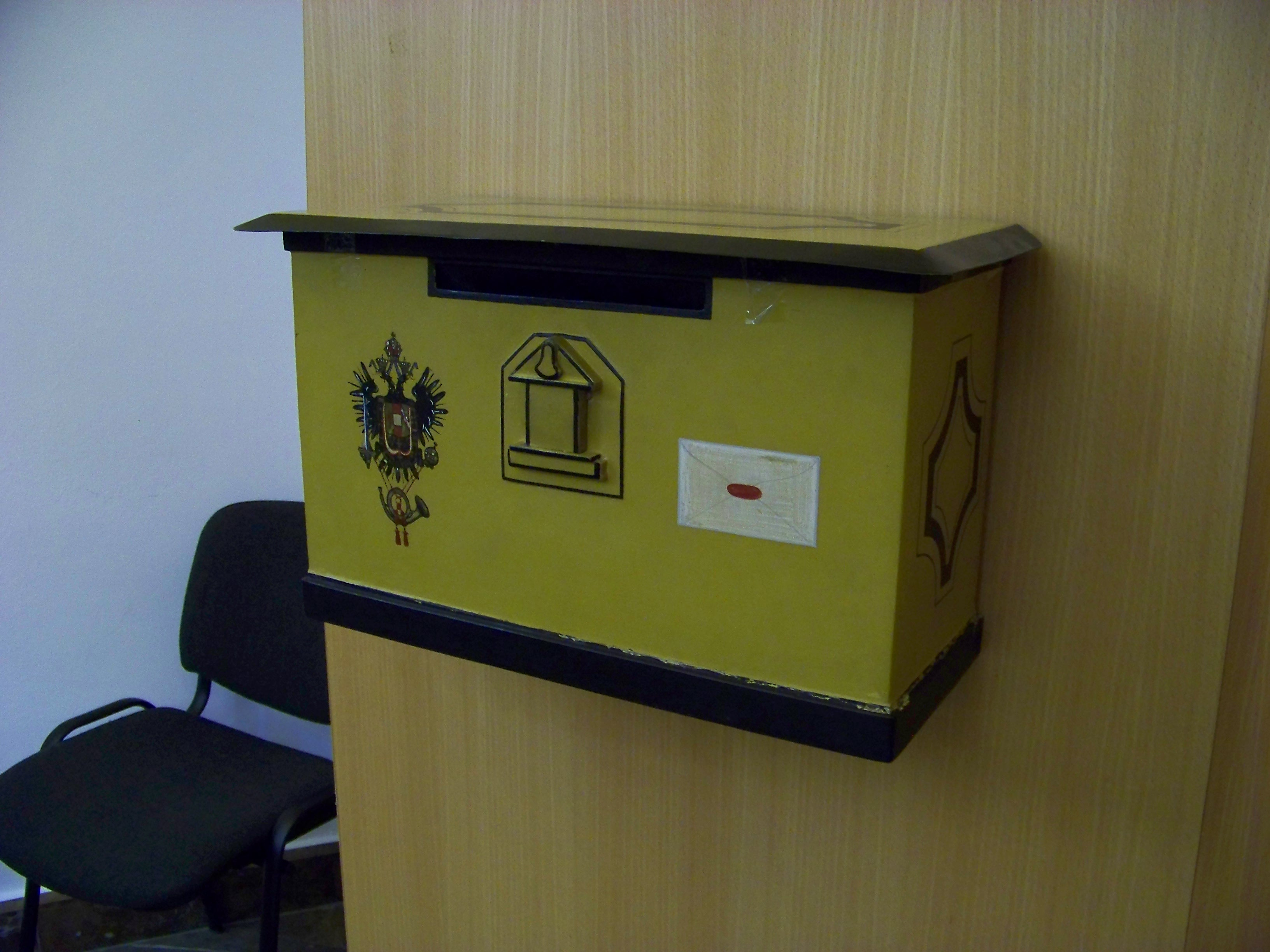
Почтовый музей (Прага) в Праге. Старинный почтовый ящик австрийского образца

Согласно законодательству Чешской Республики (§ 35 29/2000 Sb., с изменениями 95/2005 Sb. и 110/2007 Sb.), за выпуск чешских почтовых марок отвечали следующие государственные ведомства:
- Министерство транспорта и связи (Ministerstvo dopravy a spojů České republiky)[чеш.] — 1993—2002.
- Министерство информатики[чеш.] — 2003—2007.
- Министерство промышленности и торговли[чеш.] — с июня 2007.

## Почтовый музей
Чешская почта располагает почтовым музеем, который находится в Праге по адресу:

Poštovní muzeum, Česká pošta, s.p., Nové mlýny 2, CZ — 110 00 Praha 1, Česká republika.

Имеется также филиал этого музея в Вишши-Броде:

Poštovní muzeum — pobočka Vyšší Brod, Cisterciácký klášter, 382 73 Vyšší Brod, Česká republika.

## Развитие филателии
Официальным филателистическим объединением Чехии, которое представлено в Международной федерации филателии, является Союз чешских филателистов (СЧФ). Союз был создан в мае 1969 года на учредительной конференции в Праге. Первым председателем СЧФ был избран Ладислав Дворжачек (чеш. Ladislav Dvořáček), секретарём — Алоис Душек. До распада Чехословакии СЧФ входил в Федерацию филателистов Чехословакии.
Существуют зарубежные организации филателистов, интересующихся знаками почтовой оплаты Чехословакии и Чехии. В 1939 году в Нью-Йорке было создано Общество чехословацкой филателии. В Лондоне в 1942 году было организовано Чехословацкое филателистическое общество Великобритании (Czechoslovak Philatelic Society of Great Britain), выпускающее журнал «Czechout».